# Ou escalfat

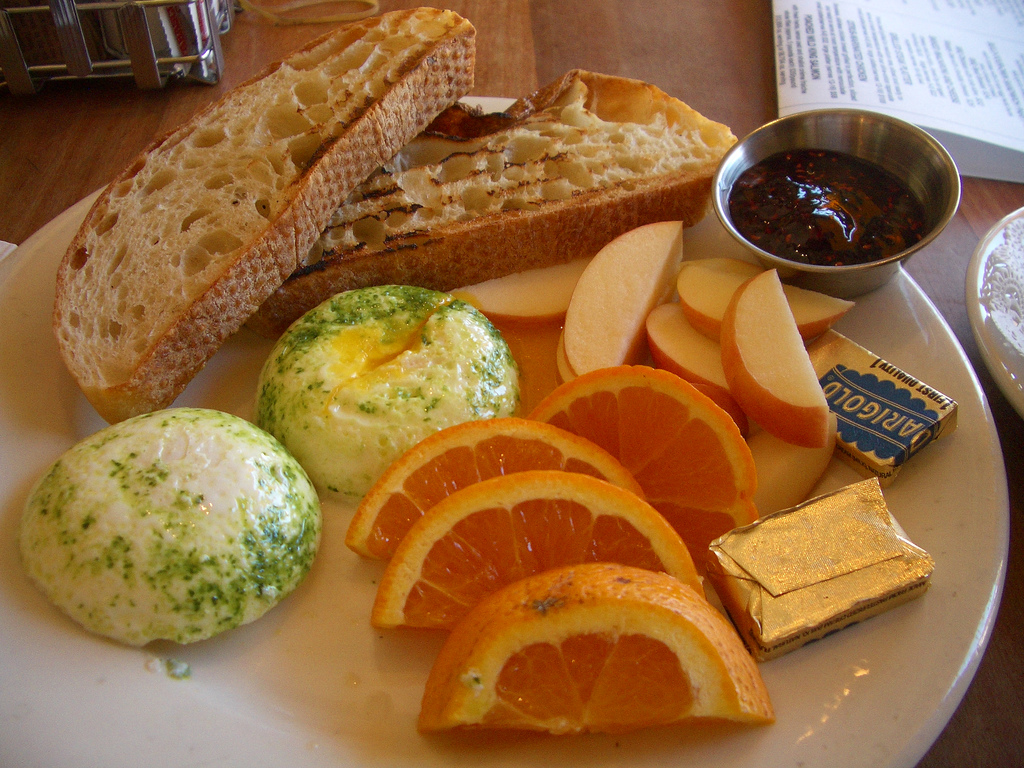
Dos ous escalfats servits per a un Brunch.

Un ou escalfat, ou escaldat o ou escumat és un mètode de submergir un ou, generalment de gallina, en aigua molt calenta però no bullent. En l'elaboració d'aquest ou s'aboca una mica de vinagre a la solució aquosa calenta perquè la clara es mantingui de color blanca, però sobretot perquè aquesta es mantingui agafada entorn del rovell.

## Preparació
Els mètodes de preparació dels ous escaldats varien molt segons del cuiner, però en tots sembla que la durada de la cocció no supera 3-4 minuts.
En una cassola profunda hom fa bullir aigua i aboca un raig de vinagre o suc de llimona a l'aigua, a fi de mantenir la clara blanca i que no se separi del rovell. Amb una cullera hom fa fer voltes a l'aigua per a formar un remolí. Es col·loca l'ou en una tassa i es deixa caure suaument en l'aigua calenta a partir de la superfície perquè no es trenqui. Es continua de girar la cullera perquè el moviment envoltant de l'aigua faci que la clara vagi adherint al rovell fins a cobrir-lo. Es treu amb una espàtula tenint cura de no trencar-lo.

## Usos
Els ous escaldats s'empren en les receptes dels ous Benedict, els ous florentins, els ous a la Toupinel i els œufs en meurette. A la cuina alemanya és molt clàssic de prendre un ou escalfat amb espinacs.
També poden ser part del famós chupe peruà o coure juntament amb el brou en algunes sopes com la sopa d'all o en algunes sopes de pollastre. A més és servit en sopes conegudes com el locros.